# La Bête du Gévaudan (jeu vidéo)
Pour les articles homonymes, voir La Bête du Gévaudan.
La Bête du Gévaudan est un jeu vidéo développé et édité par C.I.L. (Compagnie Informatique Ludique). Il s’agit d’un jeu d'aventure textuelle sorti en 1985 sur Apple II.
Reprenant un fait divers du XVIIIe, La Bête du Gévaudan fait partie des premiers jeux d'aventure français. Son sujet, sa réalisation et son dictionnaire de 300 mots lui ont permis de décrocher le Tilt d'Or du meilleur logiciel d'aventure.

## Scénario
1765, un animal sauvage a fait du plateau du Gévaudan son terrain de chasse. S'attaquant aussi bien aux animaux qu'aux hommes, il ne sort que les nuits de pleine lune. Les villageois prirent alors les choses en main et organisèrent une battue afin de débusquer la créature. Un coup de feu fut tiré, le sang fut versé mais La Bête du Gévaudan réussit malgré tout à prendre la fuite.
Réveillé de tôt matin par une terrible douleur au bras, c'est après vous être rendu au village et avoir laissé traîner vos oreilles que la terrible vérité vous apparaît : la Bête du Gévaudan est un loup-garou, mais pire encore, c'est de vous qu'il s'agit.
Pris de panique, vous regagnez votre maison en réfléchissant à un moyen d'enrayer le mal dont vous souffrez avant la prochaine lune, soit dans douze heures.

## Système de jeu
Inspiré d'un fait réel, La Bête du Gévaudan est une aventure textuelle consistant à multiplier les déplacements, les rencontres et les dialogues afin de cerner un moyen de stopper notre malédiction. La fenêtre du jeu est séparée en deux, la partie supérieure permet une représentation des lieux visités, une horloge nous indiquant le temps restant avant la prochaine transformation, un compteur de scores servant à représenter le nombre d'actions effectuées ainsi que des animations sporadiques. La partie inférieure permet la saisie de texte et affiche les réponses de l'ordinateur.
Sorti à une époque où la quasi-totalité des jeux d'aventures était textuels, La Bête du Gévaudan propose donc le même type de gameplay. Chaque action doit être tapée au clavier sans pour autant respecter la structure grammaticale d'une phrase. Un verbe suivi d'un nom  est suffisant pour être interprété par l'analyseur de syntaxe du programme, tel que REGARDE CHAISE. La richesse d'une aventure textuelle repose essentiellement sur la tolérance du dictionnaire aux fautes d'orthographes ainsi que sur la liste de mots et synonymes reconnus.
Pour ce qui est de La Bête du Gévaudan, les ordres peuvent êtes tapés sous la forme traditionnelle (Verbe + Nom) ou sous forme de phrase. Les verbes peuvent être saisis à l'infinitif ou conjugués et les directions sont reconnues à leur première lettre : ainsi, pour se rendre au Sud, le joueur pourra se contenter de taper la lettre S. En tout, La Bête du Gévaudan reconnaît un total de 300 mots.
À cela vient s'ajouter une série d'idées bienvenues qui permirent au jeu de rencontrer un grand succès (voir le paragraphe Réception). En premier lieu, il était possible d'avancer le temps pour les actions déblocables à une heure bien précise, de même, la fonction inventaire était prise en charge, un historique des dialogues avec l'ordinateur, la liste des objets présents dans la pièce, la liste des destinations permises, une aide intégrée et enfin, la possibilité d'effectuer jusqu'à quatre sauvegardes sans pour autant avoir à formater une disquette.

## Accueil
| Publication            | Note  |
| FR Tilt (sur Apple II) | 100 % |

Second (et dernier ?) jeu de l'éditeur C.I.L. après L'Enlèvement, La Bête du Gévaudan reçoit un bon accueil à la fois critique et commercial. Jacques Harbonn du magazine Tilt juge l'analyseur syntaxique « assez puissant » et note un « vocabulaire étendu : plus de 300 mots ». En conclusion, il considère La Bête du Gévaudan comme un « très bon jeu d'aventure en français ».
Quelques mois après, Tilt lui décerne le prix du meilleur logiciel d'aventure pour l'année 1985.